# Alyson Le Borges
Alyson Le Borges (Parigi, 4 settembre 1986) è una modella e attrice francese.

## Biografia
È nata da una relazione extraconiugale di Anthony Delon, figlio dell'attore Alain Delon, con Marie-Hélène Le Borges, ballerina del Crazy Horse; per la natura di questa relazione, Alyson è stata a lungo una "figlia segreta", ed è cresciuta con la madre, della quale porta il cognome, a Neuilly-sur-Seine, incontrando per la prima volta il nonno paterno solo all'età di 11 anni («la prima volta che l'ho incontrato [...] ci siamo guardati e siamo rimasti sconvolti dalla nostra somiglianza. Ci siamo abbracciati e commossi. Ogni volta che mi guardo allo specchio penso a lui»).
All'età di 14 anni viene notata dalla regista Nadine Trintignant, che la fa esordire come attrice con una piccola parte in L'île bleue, al fianco di Anouk Aimée. Decide di studiare recitazione, lavorando nel frattempo come cameriera per pagarsi la scuola, ed intanto inizia a lavorare anche come modella, posando per riviste come Vogue, Grazia, Estilo e Vanity Fair, e diventando nel 2010 testimonial per Intimissimi Shaping.

## Filmografia
- Neon Angel, regia di Jean-Louis Daniel
- La pute et le guitariste – cortometraggio
- La luer de l'espoir, regia di James Ewing
- L'île bleue, regia di Nadine Trintignant – film TV (2001)

## Agenzie
- Elite Model Management
- MP Management Milan